# Pelargonium sidoides

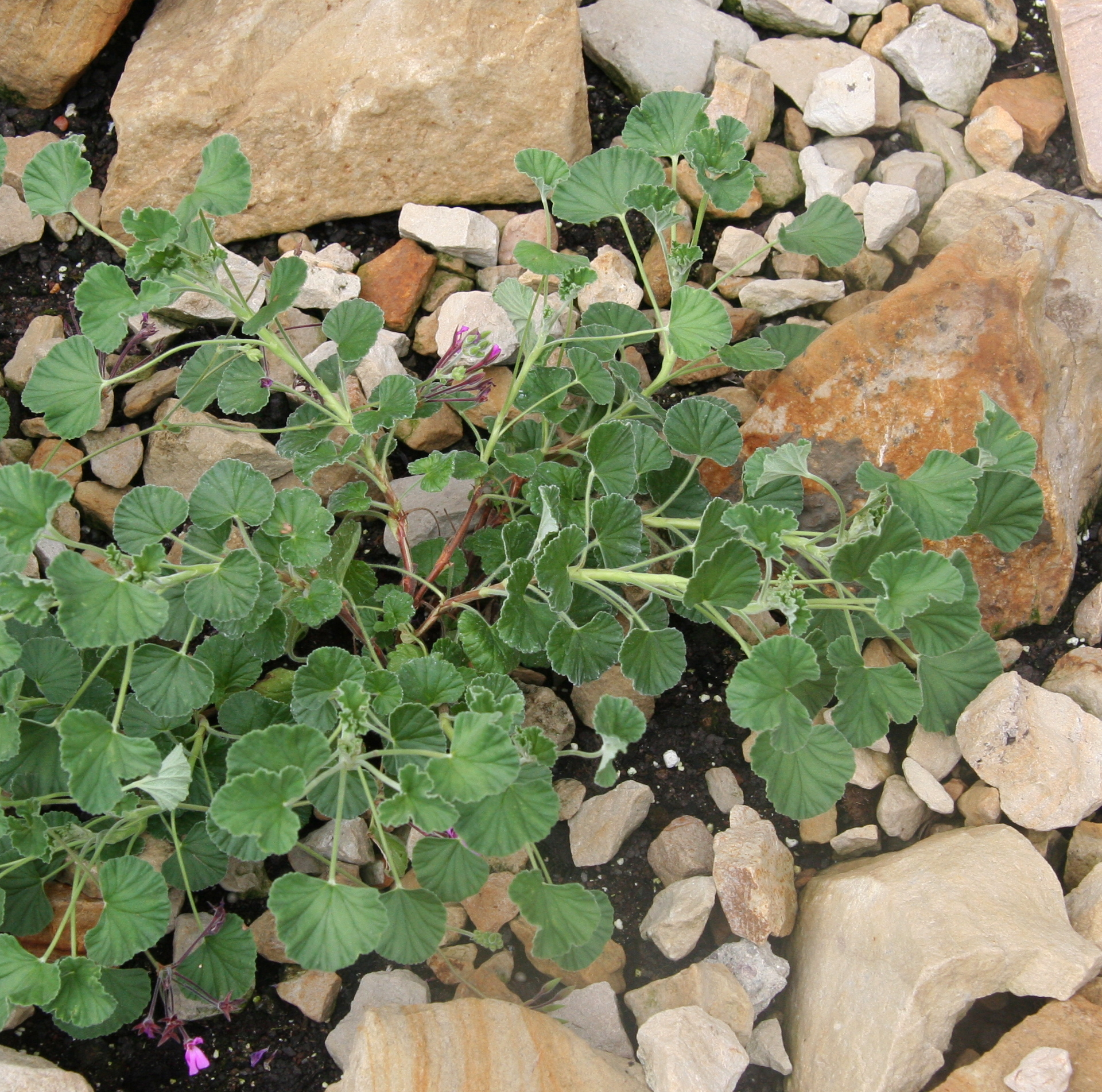
Vista de la planta

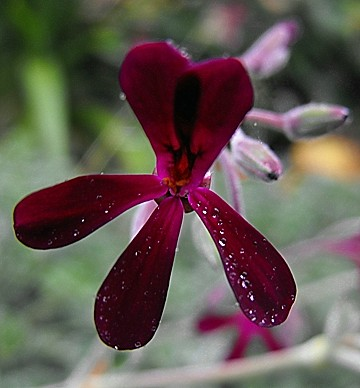
Flor

Pelargonium sidoides es una planta medicinal nativa del África austral. Entre los nombres comunes se incluyen umckaloabo, kaloba y geranio de Sudáfrica. El extracto de la raíz de Pelargonium sidoides es usado tradicionalmente por las tribus zulúes para el resfriado común y la influenza. Actualmente se comercializa bajo varias marcas comerciales que incluyen Kaloba, Umcka, Umckaloabo, Juanolcold, Umquan,  Zucol y Respifort.
Pelargonium sidoides es una planta medicinal que actúa sobre el origen de los resfriados desde sus primeros síntomas, fomentando una recuperación más pronta. Sus propiedades terapéuticas son de marcada eficacia clínica: antiviral, antibacteriana, inmunomoduladora y estimulador mucociliar. 
Las principales mejoras que se consiguen con este ingrediente de origen natural es la reducción de los principales síntomas que provoca el resfriado: el cansancio, trastornos del sueño, pérdida de apetito, depresión de la actividad, languidez y malestar general.
La toma de Pelargonium sidoides favorece una recuperación más rápida y efectiva, mejoría de la mayoría de los síntomas que se pueden presentar y expulsión eficiente de los patógenos de las vías respiratorias superiores.
Las propiedades que aporta el Pelargonium sidoides permiten que podamos luchar contra el resfriado desde su origen, pues actúa sobre el causante del catarro, favoreciendo que estos síntomas se puedan tolerar de una forma más llevadera.

## Usos medicinales

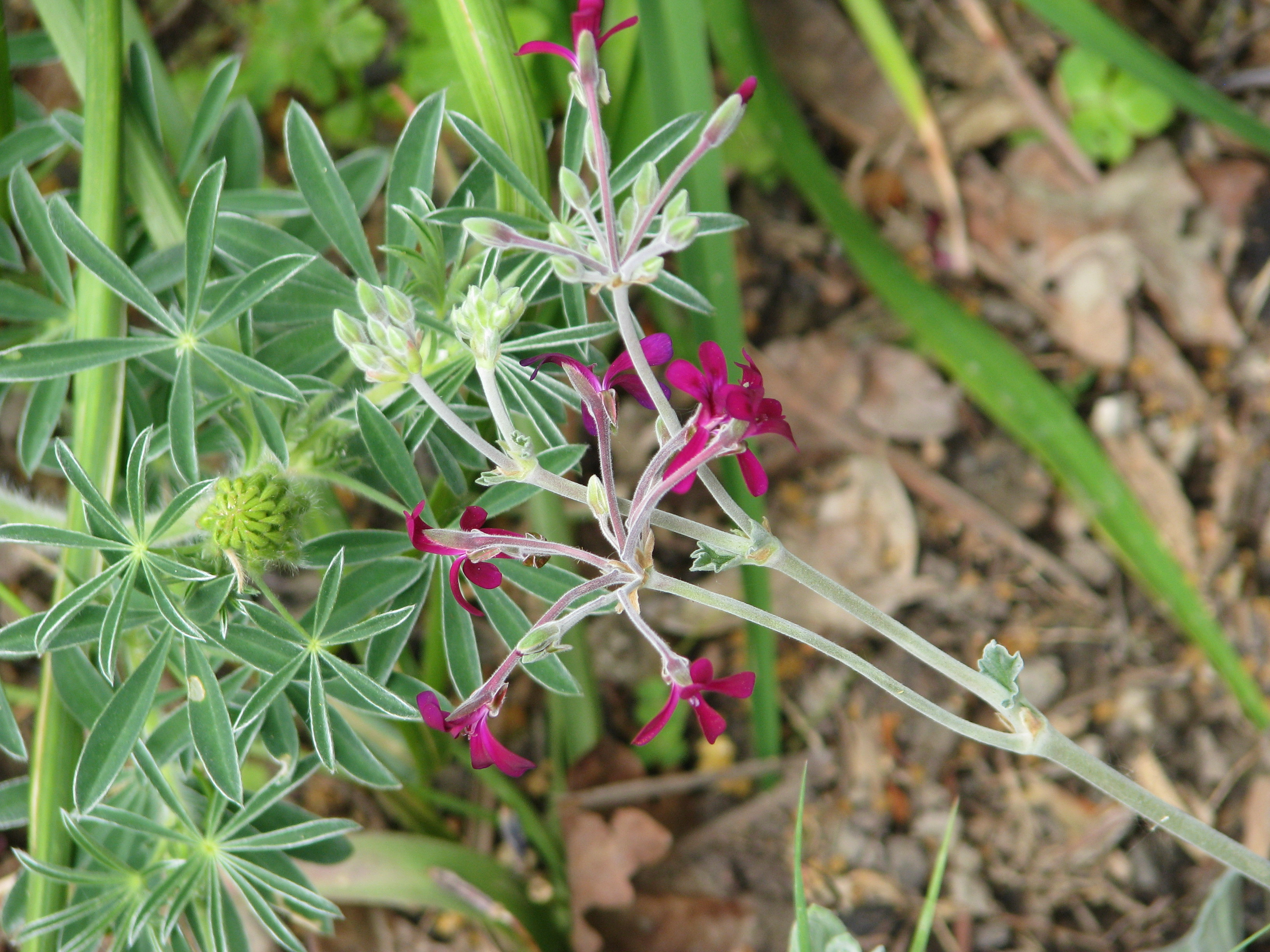
Hojas e inflorescencias

Varios estudios sugieren que el extracto de la planta puede ser usado en el tratamiento de la bronquitis aguda, non-GABHS tonsilofaringitis (dolor de garganta) en niños, y el resfriado común.
Una revisión sistemática de estos hallazgos por Cochrane Collaboration concluyó que el extracto de la planta puede ser efectiva en el tratamiento de rinosinusitis en adultos y en resfriados comunes en adultos, aunque no han sido completamente concluyentes. También refirieron que puede ser efectiva en el alivio de los síntomas de bronquitis aguda en niños, y también los síntomas de sinusitis en adultos.
Una revisión sistemática en el 2009 concluyó: "Hay evidencia alentadora de datos disponibles actualmente acerca de que la P. sidoides es efectivo en comparación a un placebo para pacientes con bronquitis aguda."
Una actualización sumaria en el 2013 de Cochrane Collaboration afirma que "considerada la calidad de la poca o muy poca evidencia para los principales resultados, ya que había pocos estudios por entidad de la enfermedad, y todos eran del mismo investigador (el fabricante) y llevados a cabo en la misma región (Ucrania y Rusia). Por lo tanto, en resumen, hay evidencia limitada de la efectividad de P. sidoides en el tratamiento de las infecciones respiratorias agudas (IRAs)"
Ha demostrado ser antimicobacteriana con propiedades antibacterianas significativas contra cepas de Staphylococcus aureus multi-resistentes. El ácido gálico y su éster metílico está presente en grandes cantidades en P. sidoides y en sus extractos activos, fueron identificados como el principio inmunomodulador prominente.
El extracto de Pelargonium sidoides EP 7630 es un fármaco aprobado para el tratamiento de la bronquitis aguda en Alemania. La determinación de los efectos citopatógenos inducidos por virus y los títulos de virus reveló que EP 7630 a concentraciones de hasta 100 mg / ml interfirieron con la replicación de cepas de virus (H1N1, H3N2) de la gripe estacional, virus respiratorio sincitial, coronavirus humano, virus parainfluenza y el virus Coxsackie pero no afectó la replicación de la gripe aviar altamente patógena causada por el virus A (H5N1), adenovirus o rinovirus.
"El extracto de Pelargonium sidoides modula la producción secretora de inmunoglobulina A en la saliva, tanto la interleucina-15 y la interleucina-6 en suero, y la interleucina-15 en la mucosa nasal. Se aumentaron los niveles secretados de inmunoglobulina A, mientras que los niveles de IL-15 e IL-6 disminuyeron. Basándose en esta evidencia, sugerimos que este medicamento a base de hierbas puede ejercer una fuerte influencia de modulación de la respuesta inmune asociada con la mucosa de la vía aérea superior ".
Un ensayo clínico aleatorio, con doble blanco, controlado con placebo en 200 pacientes concluyó "EPs 7630 ha demostrado ser eficaz y seguro en el tratamiento de la bronquitis aguda en niños y adolescentes fuera de la indicación estricta de los antibióticos con los pacientes tratados con EPs 7630 que perciben un supuesto más favorable de la enfermedad y una buena tolerabilidad en comparación con el placebo ".

## Historia

Pelargonium sidoides es una planta de la familia de los geráneos, que desde hace siglos viene utilizándose en la medicina tradicional. Fue en el siglo XVIII cuando Charles-Louis L’Heritier de Brutelle lo mencionó por primera vez, en su obra “Geranología”.
Original del sur de África, fue durante la época de la colonización del sur de este continente, cuando los colonos realizaron un primer contacto con la planta y con su uso medicinal. Las primeras pruebas con raíz de Pelargonium dieron resultados positivos para su consumo tratando infecciones respiratorias, dolor de pecho y la cicatrización de heridas.
Dos siglos más tarde, el inglés Mayor Stevens se curó de tuberculosis con un tratamiento a base de esta planta, lo que le llevó a comercializarlo al volver a Inglaterra bajo el nombre de Steven's Consumption Cure".
En 1920, el exmisionero Dr. Adrien Sechehaye probó el remedio en un estudio con 800 pacientes, y lo prolongó durante nueve años. Los resultados de éste fueron satisfactorios y en 1930 fueron publicados, lo que acabó llevando al uso de esta planta como medicamento contra la tuberculosis.
El uso medicinal del Pelargonium en el campo de tratamiento como medicamento contra la tuberculosis se prolongó durante varias décadas, hasta su sustitución por medicamentos modernos y sintéticos. Cuando se realizó un análisis detallado sobre los componentes en diferentes tipos de raíz de Pelargonium sidoides, se hizo evidente que el fármaco utilizado hasta el momento constaba de una mezcla de Pelargonium reniforme y Pelargonium sidoides.
A día de hoy, ambos tipos de raíz de esta planta medicinal tienen uso medicinal en varios países de Europa como Austria, Alemania y Reino Unido; con aplicación especial en el tratamiento de problemas respiratorios, infecciones del tracto respiratorio superior, y resfriados.

## Taxonomía
Pelargonium sidoides fue descrita en 1824 por Augustin Pyrame de Candolle en Prodromus Systematis Naturalis Regni Vegetabilis 1: 680.

### Etimología
Pelargonium: nombre genérico que deriva del griego Πελαργός —"pelargos"— que significa "cigüeña", aludiendo a la fruta cuya forma recuerda al pico de esta ave
sidoides: epíteto que significa "similar a las plantas del género Sida"

### Sinonimia
No se tiene registro de sinónimos para esta especie.